# Adam Green (réalisateur)
Pour les articles homonymes, voir Adam Green (homonymie) et Green.
Adam Green est un réalisateur, scénariste, producteur, monteur et acteur américain, né le 31 mars 1975 à Holliston dans le Massachusetts. Il est surtout connu pour sa série de films d'horreur gore Butcher et sa série télévisée Holliston.

## Filmographie

### Cinéma

#### Réalisateur, scénariste, producteur
| Année | Titre                                            | En tant que | En tant que | En tant que | En tant que |
| Année | Titre                                            | Réalisateur | Scénariste  | Producteur  | Acteur      |
| ----- | ------------------------------------------------ | ----------- | ----------- | ----------- | ----------- |
| 2000  | Coffee & Donuts                                  | Oui         | Oui         | Oui         | Oui         |
| 2006  | Butcher : La Légende de Victor Crowley (Hatchet) | Oui         | Oui         | Oui         | Oui         |
| 2007  | Spiral                                           | Oui         |             |             |             |
| 2008  | Gingerdead Man 2: Passion of the Crust           |             |             |             | Oui         |
| 2009  | Grace                                            |             |             | Oui         | Oui         |
| 2010  | Frozen                                           | Oui         | Oui         |             | Oui         |
| 2010  | Butcher 2 (Hatchet 2)                            | Oui         | Oui         | Oui         | Oui         |
| 2011  | Chillerama                                       | Oui         | Oui         | Oui         | Oui         |
| 2013  | Butcher 3 (Hatchet 3)                            |             | Oui         | Oui         | Oui         |
| 2014  | Digging Up the Marrow                            | Oui         | Oui         | Oui         | Oui         |
| 2015  | Tales of Halloween                               |             |             |             | Oui         |
| 2017  | Victor Crowley                                   | Oui         | Oui         | Oui         | Oui         |

### Télévision
- 2007 : Winter Tales
- 2007 : Cheerleader Camp
- 2009 : Saber
- 2011 : Nightmare Slayers
- 2012-? : Holliston
- 2015-2017 : Horrified
- 2015-2017 : Adam Green's Scary Sleepover

## Récompenses
| Année | Prix                                                    | Catégorie                                   | Titre                                  | Résultat   |
| ----- | ------------------------------------------------------- | ------------------------------------------- | -------------------------------------- | ---------- |
| 2000  | The Smoky Mountain/Nantahala Film Festival              | Meilleur film                               | Coffee & Donuts                        | Lauréat    |
| 2000  | The Smoky Mountain/Nantahala Film Festival              | Meilleur acteur                             | Coffee & Donuts                        | Nomination |
| 2006  | Austin Fantastic Fest                                   | Prix du public                              | Butcher : La Légende de Victor Crowley | Lauréat    |
| 2007  | Fright Meter Awards                                     | Meilleur film d'horreur                     | Butcher : La Légende de Victor Crowley | Nomination |
| 2007  | Fantasia Film Festival                                  | Meilleur film européen / nord-sud-américain | Butcher : La Légende de Victor Crowley | Lauréat    |
| 2007  | Austin Fantastic Fest                                   | Prix "nouvelle vague"                       | Spiral                                 | Lauréat    |
| 2007  | Festival international du film de Santa Barbara         | Prix Kodak Gold Vision                      | Spiral                                 | Lauréat    |
| 2009  | Festival international du film fantastique de Gérardmer | Meilleur film                               | Grace                                  | Lauréat    |
| 2009  | Festival international du film de Catalogne             | Meilleur film                               | Grace                                  | Nomination |
| 2009  | Toronto After Dark Film Festival                        | Prix vision                                 | Grace                                  | Lauréat    |
| 2009  | Festival international du film fantastique de Neuchâtel | Meilleur film                               | Grace                                  | Nomination |
| 2009  | The Official Star Wars Fan Film Awards                  | Meilleur action                             | Saber                                  | Lauréat    |
| 2009  | The Official Star Wars Fan Film Awards                  | Prix du public                              | Saber                                  | Lauréat    |
| 2010  | Saturn Awards                                           | Meilleur film d'horreur                     | Frozen                                 | Nomination |
| 2010  | Fright Meter Awards                                     | Meilleur réalisateur                        | Frozen                                 | Lauréat    |
| 2010  | Fright Meter Awards                                     | Meilleur scénario                           | Frozen                                 | Nomination |
| 2010  | Fright Meter Awards                                     | Meilleur réalisateur                        | Butcher 2                              | Nomination |
| 2010  | Fright Meter Awards                                     | Meilleur film d'horreur                     | Butcher 2                              | Nomination |
| 2011  | Scream Awards                                           | Meilleur film indépendant                   | Butcher 2                              | Nomination |
| 2011  | Rondo Hatton Classic Horror Awards                      | Meilleur film indépendant                   | Chillerama                             | Lauréat    |
| 2014  | BloodGuts UK Horror Awards                              | Meilleur réalisateur                        | Digging Up The Marrow                  | Lauréat    |
| 2014  | BloodGuts UK Horror Awards                              | Meilleur acteur                             | Digging Up The Marrow                  | Lauréat    |
| 2014  | BloodGuts UK Horror Awards                              | Meilleur Scénario                           | Digging Up The Marrow                  | Nomination |
| 2014  | BloodGuts UK Horror Awards                              | Meilleur montage                            | Digging Up The Marrow                  | Nomination |